# 多賀神社 (松本市)
多賀神社（たがじんじゃ）は、長野県松本市出川町にある神社である。
滋賀県の多賀大社の分霊を祀る。多賀大社同様「お多賀様」と呼ばれ、延命長寿の神として信仰されている。秋の例祭では「寿命餅」が授与され、周辺市町村からも参拝者が訪れる。